# 松井信憲
松井 信憲（まつい のぶかず、1971年8月26日 - ）は、日本の裁判官、法務官僚。法務省民事局長。

## 経歴
- 1994年 東京大学法学部卒業。
- 1996年 東京地方裁判所判事補。
- 1999年 法務省民事局付（参事官室、東京地検検事）。
- 2003年 法務省民事局商事課。
- 2007年 法務省民事局総務課。兼登記所適正配置対策室長。
- 2008年 法務省司法試験考査委員（民事訴訟法）。
- 2009年 佐賀地方裁判所判事。
- 2012年 法務省民事局参事官（東京地検検事）[1]
- 2015年 司法書士試験委員。
- 2017年 法務省民事局商事課長（東京高検検事）、法務省司法試験考査委員（民事訴訟法）。
- 2018年 法務省大臣官房国際課長[2]。
- 2019年 法務省民事局総務課長[3]。
- 2021年 法務省大臣官房会計課長。
- 2022年 法務省大臣官房審議官（民事局担当）、法務省司法書士試験委員（筆記試験担当）、検察官・公証人特別任用等審査会試験委員（検察官特別考試担当）、法制審議会担保法制部会委員[4]、法制審議会家族法制部会委員[5]、法制審議会商法（船荷証券等関係）委員[6]、法制審議会民事執行・民事保全・倒産及び家事事件等に関する手続（IT化関係）部会委員[7]。
- 2024年 法務省大臣官房司法法制部長（最高検検事）[8]。
- 2025年 法務省民事局長。

## おもな著書
- 原田晃治編著『一問一答 平成12年改正商法―会社分割法制―』（共著、2000年、商事法務研究会）
- 谷口園恵＝筒井健夫編著『改正 担保・執行法の解説』（共著、2004年、商事法務）
- 『商業登記ハンドブック』（商事法務、2007年）
- 『商業登記ハンドブック [第2版]』（商事法務、2009年）
- 『商業登記ハンドブック [第3版]』（商事法務、2015年）
- 『商業登記ハンドブック [第4版]』（商事法務、2021年）